# Mike van Diem
Mike van Diem (Sittard, 12 gennaio 1959) è un regista e sceneggiatore olandese.

## Biografia
Il suo film Character - Bastardo eccellente ha vinto l'Oscar al miglior film in lingua straniera nel 1998.

## Filmografia
- De andere kant (1988)
- Alaska - cortometraggio (1989)
- Character - Bastardo eccellente (Karakter) (1997)
- De surprise (2015)
- Tulipani - Amore, onore e una bicicletta (Tulipani: Liefde, eer en een fiets) (2017)